# Classe M29 (monitore)
La classe M29 comprendeva cinque monitori della Royal Navy, tutti costruiti e varati nel 1915.
Le unità della classe furono ordinate nel marzo 1915 come parte dell'Emergency War Programme. Il contratto per la costruzione fu garantito alla Harland & Wolff di Belfast, che subappaltò la costruzione della M29 e M31 alla Workman, Clark and Company.
L'armamento principale delle navi era composto due cannoni da 152 mm Mk XII, originariamente intesi per le cinque corazzate classe Queen Elizabeth, ma che erano diventati superflui dopo che la casamatta di poppa delle navi da battaglia si era rivelata inutilizzabile.
| Nome    | Varo           | Destino finale |
| ------- | -------------- | --- |
| HMS M29 | 22 maggio 1915 | Rinominata Medusa e poi Talbot, fu venduta nel 1946                                                                                       |
| HMS M30 | 23 giugno 1915 | Affondata il 14 maggio 1916 |
| HMS M31 | 24 giugno 1915 | Demolita nel 1948 |
| HMS M32 | 22 maggio 1915 | Venduta nel gennaio 1920 |
| HMS M33 | 22 maggio 1915 | Si trova in un bacino di carenaggio vicino alla HMS Victory, nella base navale di Portsmouth. È stata restaurata ed è aperta al pubblico. |